# گویش گیونی
گویش گیوُنی یکی از زیر گویش‌های لری نهاوندی از زبان لری است. این گویش به لری خرم‌آبادی و سایر گویش‌های لری شمالی نزدیک است اما تفاوت‌هایی با گویش‌های جنوبی زبان لری مانند گویش بختیاری دارد. گیان‌تپه یا گیون‌تپه نام منطقه‌ایی در ۱۲ کیلومتری غرب شهر نهاوند است.

## منبع
- MacKinnon, Colin (2001). "GIŌNI". [[دانشنامه ایرانیکا|Encyclopædia Iranica]] (به انگلیسی). Retrieved 16 December 2014. {{cite encyclopedia}}: URL–wikilink conflict (help)